# Estación Gobernador Godoy
Gobernador de San Juan Ruperto Godoy, también conocida como Parada kilómetro 44, era el nombre que recibía una estación de ferrocarril ubicada en las afueras de la ciudad de Brandsen, partido homónimo, provincia de Buenos Aires, Argentina.

## Ubicación
La estación de carácter de apeadero se encontraba sobre el puente que cruzaba la Ruta Provincial 29, a 2 km al sur de la ciudad de Brandsen.

## Servicios
La estación era intermedia del otrora Ferrocarril Provincial de Buenos Aires para los servicios interurbanos y también de carga hacia y desde La Plata, Mira Pampa, Loma Negra y Azul. No opera servicios desde 1961.
La estación recibía el código 8908 y pertenecía al ramal P del Ferrocarril General Belgrano.

## Toponimia
Debe su nombre a Ruperto Godoy, quien fuera gobernador de la provincia de San Juan en 1950. 